# Macropora nodulosa
Macropora nodulosa är en mossdjursart som beskrevs av Gordon och Taylor 2008. Macropora nodulosa ingår i släktet Macropora och familjen Macroporidae. Inga underarter finns listade i Catalogue of Life.